# Salonul Auto de la Geneva

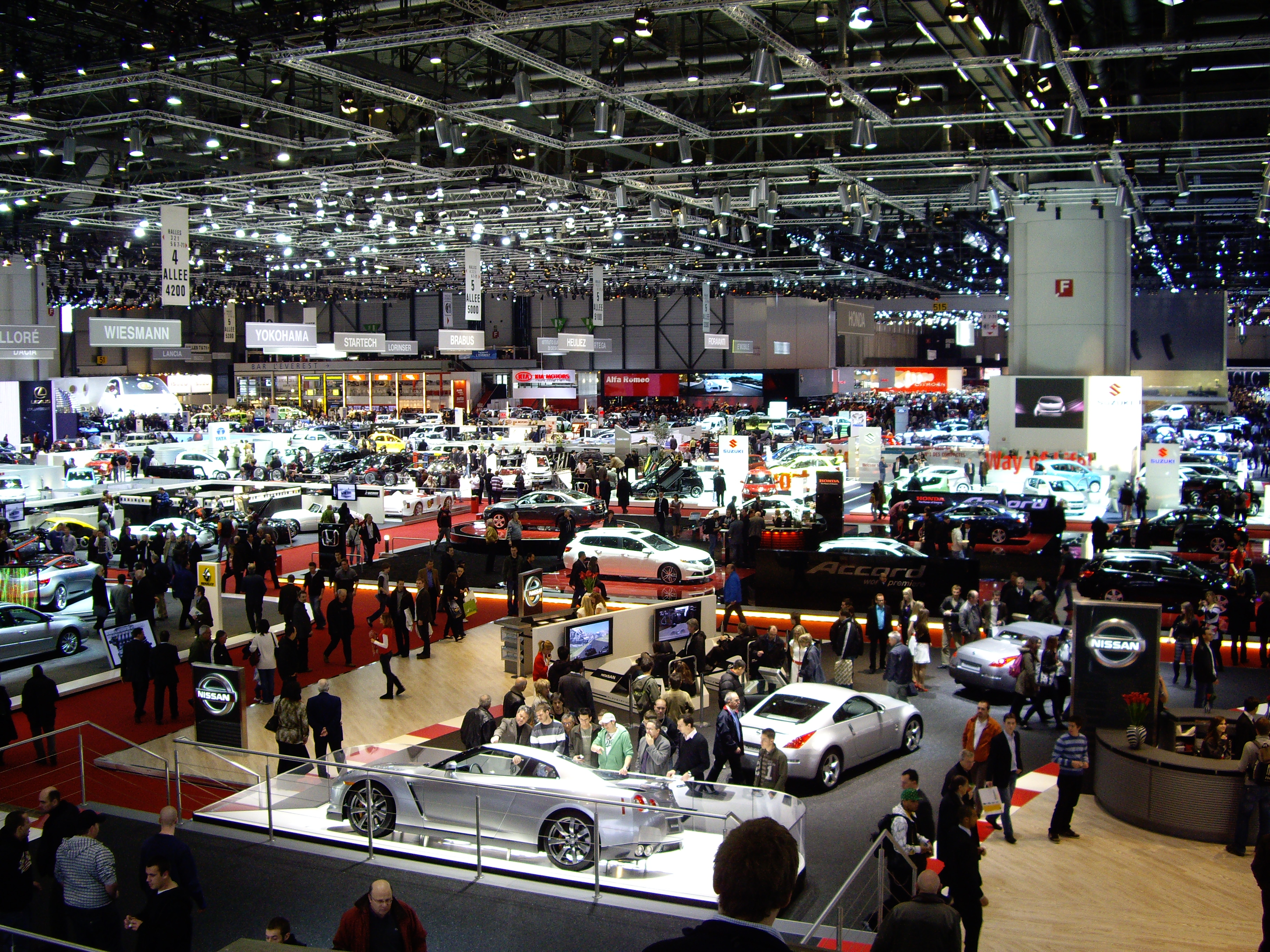
Salonul Auto de la Geneva, 6 martie 2008

Salonul Internațional Auto de la Geneva este un show auto anual ținut în luna martie în orașul elvețian Geneva. Expoziția este găzduită de Geneva Palexpo, un centru de convenții situat în apropiere de Geneva Cointrin International Airport. Salonul este organizat de Organisation Internationale des Constructeurs d'Automobiles, și este considerat unul din cele mai importante saloane auto internaționale.
Ținut pentru prima dată în 1905, salonul a prezentat de-a lungul timpului o varietate mare de automobile, atât prototipuri, concept car-uri, supercar-uri, cât și automobile de producere la scară largă. Spectacolul este privit ca un mediu concurențial echitabil pentru producătorii auto mondiali, mai ales prin faptul că Elveția nu dispune de o industrie auto proprie.

## International Advanced Mobility Forum
The International Advanced Mobility Forum is the Geneva Motor Show forum on the mobility of the future.

## Anii 2020
Până acum, niciun Salon Auto de la Geneva nu a avut loc în anii 2020 din cauza pandemiei de COVID-19, care a impus anularea edițiilor din 2020, 2021, și 2022 ale evenimentului. Lipsa globală de cipuri a fost, de asemenea, citată ca un factor în anularea din 2022.

### 2020
Cea de-a 90-a ediție a Salonului Auto de la Geneva a fost planificată în perioada 5 martie - 15 martie 2020, dar evenimentul a fost anulat din cauza pandemiei de COVID-19, când Elveția a impus o limită pentru adunările de peste 1.000 de persoane. A fost unul dintre primele evenimente majore din domeniul auto care a fost anulat din cauza COVID-19.
Următoarele vehicule urmau să fie prezentate la ediția din 2020:

#### Producție
- ABT Sportsline Audi RS 7 Sportback
- Aiways U5
- Alfa Romeo Giulia (modernizare)
- Alfa Romeo Giulia GTA/ GTAm
- Alfa Romeo Stelvio (modernizare)
- Alpine A110 Légende GT Edition
- Alpine A110 Color Edition
- Alpina XB7
- Aspark Owl
- Aston Martin DBX by Q
- Aston Martin Vantage Roadster
- Aston Martin V12 Speedster
- Audi A3 Sportback
- Audi RS 5 (facelift)
- Audi e-tron S Sportback Prototype
- Apex AP-1
- BAC Mono
- Bentley Continental GT Mulliner Convertible
- Bentley Mulliner Bacalar
- BMW 2 Series (F44) Gran Coupé
- BMW 330e Touring
- BMW M340d xDrive
- BMW M8 Competition
- BMW X2 xDrive25e
- Brabus 800 Adventure XLP
- Brabus 800 Black & Gold Edition
- Brabus D30 based on Mercedes-Benz GLE
- Brabus D40 based on Mercedes-Benz GLS
- Brabus Mercedes-Benz EQC (modernizare)
- Bugatti Chiron Pur Sport
- Bugatti Chiron Noire Sportive
- Changan UNI-T
- Cupra León PHEV
- Cupra Formentor
- DS 9
- Ferrari Roma
- Fiat New 500
- Fiat 500X
- Fisker Ocean EV (Debut european)
- Hofele Mercedes-Benz EQC
- Honda Civic Type R (facelift)
- Honda Jazz
- Hispano Suiza Carmen Boulogne
- Hyundai i20
- Hyundai i30 (facelift)
- Karma Revero GT (Debut european)
- Koenigsegg Jesko Absolut
- Koenigsegg Gemera
- Kia Seltos (Debut european)
- Kia Sorento
- Kia Optima (Debut european)
- Lexus LC 500 Convertible
- Lexus UX 300e
- Manifattura Automobile Torino New Stratos Racing
- Mansory Audi RS 6 Avant
- Mansory Bentley Continental GT V8 Cabrio
- Mansory Bentley Flying Spur W12
- Mansory Lamborghini Aventador SVJ Cabrera
- Mansory Lamborghini Urus Venatus
- Mansory Mercedes-AMG G63
- Mansory Mercedes-AMG G63 Star Trooper Pickup Edition by Philipp Plein
- Mansory Rolls-Royce Cullinan "Coastline"
- Mansory Xerocole based on Can-Am Maverick X3
- Mazda MX-30 EV (Debut european)
- McLaren 765LT
- McLaren Elva
- McLaren GT Verdant Theme by MSO
- Mercedes-AMG E53
- Mercedes-AMG GLA35/ 45 S
- Mercedes-AMG GLE63 S Coupé 4MATIC+
- Mercedes-AMG GLS63
- Mercedes-AMG GT 73 4-door Coupé
- Mercedes-Benz E-Class (W213) (facelift)
- Mercedes-Benz E450 All-Terrain (facelift)
- Mercedes-Benz GLA (H247)
- Microlino 2.0
- Microletta Electric Trike
- Morgan Plus Four
- Pagani Huayra Roadster BC
- Pagani Imola
- Pininfarina Battista 'Anniversario' Special Edition
- Porsche 718 Boxster GTS 4.0
- Porsche 718 Cayman GTS 4.0
- Porsche 911 Turbo S
- Puritalia Berlinetta Project SuperVEloce
- Renault Captur PHEV 'E-tech'
- Renault Clio Hibrid 'E-tech'
- Renault Mégane Estate 'E-tech' Plug-in
- Renault Twingo Z.E.
- Rimac C Two
- Roland Gumpert Nathalie "First Edition"
- Smart EQ Fortwo
- Smart EQ Forfour
- SEAT León Mk4
- Škoda Octavia RS
- Škoda Kamiq Scoutline
- Suzuki Ignis (facelift)
- Toyota GR Yaris
- Toyota Yaris
- Toyota Yaris Cross (Debut mondial)
- Toyota Mirai (Debut european)
- Toyota Supra 4-cylinder
- Toyota RAV4 Plug-in Hybrid
- Volkswagen Caddy
- Volkswagen Golf Mk8 GTD
- Volkswagen Golf Mk8 GTE
- Volkswagen Golf Mk8 GTI
- Volkswagen T-Roc Cabriolet
- Volkswagen T-Roc R
- Volkswagen Touareg R Plug-in Hybrid
- Volkswagen ID.4 Prototype
- Zenvo TSR-S (refresh)

#### Concept
- Aiways U6ion
- Alpine A110 SportsX
- Apex AP-0
- BMW Concept i4
- Czinger 21C Hibrid
- Dacia Spring Electric
- DS Aero Sport Lounge
- GFG Style 2030 eAWD (Debut european)
- GFG Style Vision 2030 Desert Raid
- GFG Style Bandini Dora Barchetta EV
- Hyundai Prophecy EV
- IED Tracy EV
- Lexus LF-30 Electrified (Debut european)
- Mercedes-Benz Vision AVTR
- Polestar Precept
- Renault Kangoo Z.E.
- Renault Morphoz
- Rinspeed metroSNAP
- RUF Rodeo
- Škoda Enyaq
- Vega EVX

## 2014
A 84-a ediție a Salonului Auto de la Geneva are loc între 6 și 16 martie 2014.

### Producție
- Abt Audi RS6-R Avant
- Alfa Romeo 4C Targa
- Audi S1
- Audi TT
- Bentley Continental Flying Spur V8
- BMW 2 Series Active Tourer
- BMW 4 Series Gran Coupe
- Citroën C1
- Citroën C4 Cactus
- Ferrari California T[7]
- Ford Focus (facelift)
- Honda Civic Type R
- Jaguar XFR-S Sportbrake
- Jeep Renegade [8]
- Koenigsegg One:1
- Lamborghini Huracán
- Lexus RC F Sport
- Maserati Quattroporte Ermenegildo Zegna Limited Edition
- Mercedes-Benz S-Class Coupe
- McLaren 650S
- Nissan e-NV200
- Nissan GT-R NISMO (Debut european)
- Nissan Juke [9]
- Opel Astra OPC Extreme
- Peugeot 108
- Peugeot 308 SW
- Qoros 3 Hatch
- Renault Twingo
- Toyota Aygo
- Volkswagen Golf GTE (plug-in hybrid)
- Volkswagen Polo (facelift)
- Volkswagen Scirocco (facelift)

### Concept car

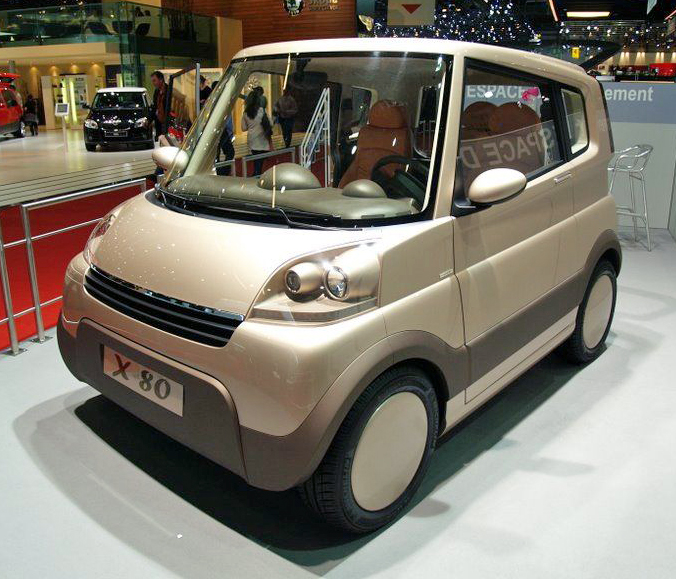
the Espace X80

- Hyundai Intrado
- Maserati Alfieri[10]
- Mazda Hazumi
- Mini Clubman Concept
- Škoda VisionC
- Ssangyong XLV[11]
- Volkswagen T-Roc[12]
- Volvo Concept Estate

## 2013
A 83-a ediție a Salonului Auto de la Geneva a avut loc între 5 – 17 martie 2013.

### Producție
- Alfa Romeo 4C[14]
- Alfa Romeo MiTo SBK[15]
- Aston Martin Rapide S
- Aston Martin Vanquish
- Audi A3 Sportback G-tron
- Audi RS Q3
- Audi RS5 Coupe DTM
- Audi RS6 Avant
- Audi RS7 Sportback [16]
- Audi S3 Sportback
- Bentley Flying Spur[17]
- BMW 3 Series Gran Turismo
- Brabus 800 Roadster
- Brabus PI 800 Widestar
- Brabus CLS B63 S 730
- Brabus CLS Shooting Brake B63 S 730
- Brabus B63-620 Widestar
- Cadillac ATS[18] (European introduction)
- Chevrolet Captiva (2nd facelift)
- Chevrolet Corvette Stingray Convertible [19]
- Chevrolet Spark EV [20]
- Citroën C3 (facelift)
- Citroën DS4 "Electro Shot"
- Dacia Logan MCV
- Exagon Furtive e-GT
- Ferrari LaFerrari[21]
- Fiat 500e[22]
- Fiat 500L Trekking
- Ford EcoSport[23] (European introduction)
- Ford Tourneo Courier
- Ford Tourneo Custom
- Ford Tourneo Connect
- Gemballa MP4-12C Spider
- Gumpert Apollo S
- GTA Spano
- Hyundai Grand Santa Fe[24]
- Hyundai ix35 (facelift)
- Infiniti Q50
- Jeep Compass (facelift, European introduction)
- Jeep Grand Cherokee[25]
- Jeep Wrangler Rubicon
- Kia cee'd GT
- Kia pro cee'd GT
- Lamborghini Veneno[26]
- Lexus IS[27]
- Maserati Quattroporte
- McLaren P1
- Mercedes-Benz A 45 AMG
- Mercedes-Benz CLA-Class[28] (European introduction)
- Mercedes-Benz E-Class (facelift)[29]
- Mini Paceman John Cooper Works[30]
- Nissan Note
- Opel Cascada[31]
- Peugeot 208 GTi
- Peugeot 2008
- Porsche 911 GT3 (Type 991)
- Porsche Cayman
- Qoros 3 Sedan
- Renault Captur
- Renault Scénic and Grand Scénic (2nd facelift)
- Renault Scénic XMOD
- Renault Kangoo Express
- Renault Kangoo Maxi Z.E.
- Rolls-Royce Wraith[32]
- Seat León III SC
- Škoda Octavia III
- SsangYong Rodius
- Suzuki SX4
- Toyota RAV4[33]
- Toyota Auris Touring Sports[33]
- Volkswagen Cross up!
- Volkswagen Golf VII GTI and GTD
- Volkswagen Golf VII Variant BlueMotion
- Volkswagen XL1
- Volvo S60/V60
- Volvo XC60
- Volvo S80/V70/XC70
- Volvo V60 D6 Plug-In Hibrid
- Wiesmann GT MF4-CS

### Concept
- Alfa Romeo Gloria[34]
- Aston Martin Rapide Bertone Jet 2+2
- Audi A3 e-Tron
- Belumbury Lallo Concept
- Belumbury Dany Concept
- Citroën C3 Hibrid Air Concept
- Citroën Technospace
- Fiat 500 "GQ" Showcar
- Fornasari Hunter[35]
- Fornasari Gigi
- Honda Civic Tourer Concept
- Hyundai i20 WRC Prototype
- IMA Colibri
- ItalDesign Giugiaro Parcour and Roadster
- Kia Provo Concept
- Koenigsegg Agera S "Hundra"
- Land Rover Electric Defender Research Vehicle
- Mitsubishi CA-MiEV
- Mitsubishi GR-HEV[36]
- Opel Adam Rocks[37]
- Opel Adam R2 Rally Car Concept
- Peugeot RCZ View Top Concept by Magna Steyr
- Pininfarina Sergio[38]
- Qoros 3 Cross Hibrid Concept
- Qoros 3 Estate Concept
- Rinspeed microMAX
- Sbarro React'E.V. Concept
- Spyker B6 Venator
- SsangYong SIV-1 Concept
- Subaru Viziv
- Toyota Auris Touring Sports Black Concept
- Toyota FT-86 Open
- Toyota i-Road[33]
- Toyota RAV4 Adventure Concept
- Toyota RAV4 Premium Concept
- Valmet Eva Range Extender Concept
- Volkswagen e-Co-Motion Concept
- Volkswagen Golf Variant Concept R-Line

## 2012

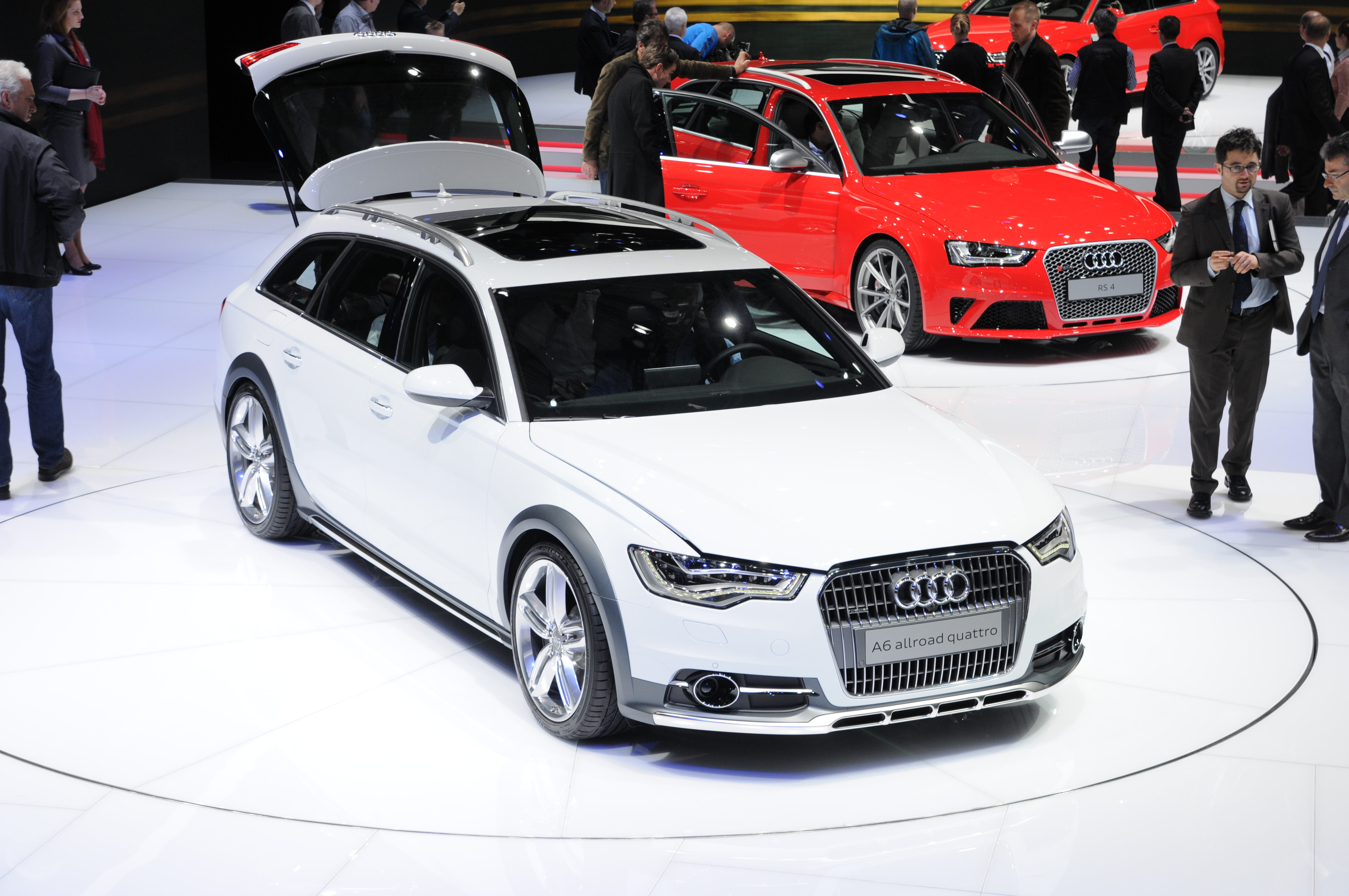
Două Audi prezentate la ediția din 2012, A6 allroad quattro și RS4 Avant

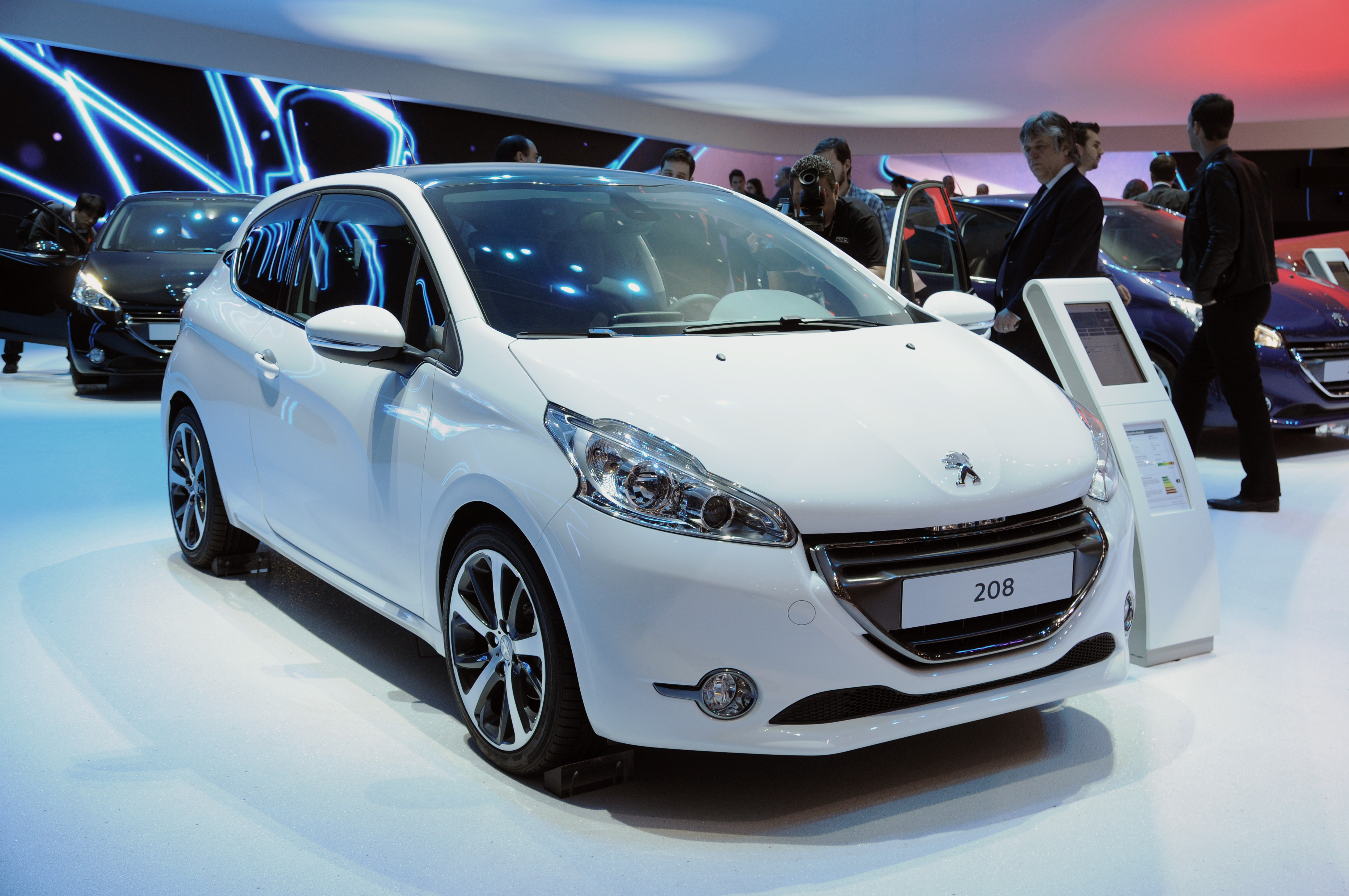
Peugeot 208 la Geneva 2012

Ediția a 82-a a salonului a avut loc între 8 și 18 martie 2012.

### Producție
- Abarth 695 Tributo Maserati Convertible
- Artega GT Roadster
- Aston Martin V8 (facelift)
- Aston Martin V12 Zagato
- Audi A1 quattro
- Audi A3
- Audi A4 (facelift)
- Audi RS4 Avant
- Audi A6 allroad quattro
- Audi TT RS Plus
- Audi QS3
- Bentley Continental GT V8
- Bentley Mulsanne Mulliner Driving Specification
- BMW Alpina B5 Biturbo
- BMW 5 M550d
- BMW M6 CC
- BMW 6 Series Gran Coupé
- Brabus Bullit Coupe 800
- Bugatti Veyron Grand Sport Vitesse
- Chevrolet Cruze SW
- Citroën C1 (2nd facelift)
- Citroën C4 Aircross[39]
- Dacia Lodgy
- Ferrari California (facelift)
- Ferrari F12 Berlinetta
- Fiat 500L
- Ford B-MAX
- Ford F-Series Super Duty
- Ford Fiesta ST
- Ford Kuga
- Gumpert Apollo R
- Honda Civic D
- Honda CR-V (European introduction)
- Hyundai i20 (facelift)
- Hyundai i30 CrossWagon
- Isuzu D-MAX
- Jaguar XF Sportbrake
- Kia cee'd and SW
- Kia K9
- Lancia Flavia Cabrio
- Lexus GS F-Sport
- Lexus RX 450h
- Maserati GranTurismo Sport
- Mercedes-Benz A-Class
- Mercedes-Benz SL-Class
- Mini Countryman John Cooper Works
- Mitsubishi Outlander
- Morgan Plus 8
- Nissan Juke Nismo
- Opel Astra OPC
- Opel Insignia Cross Four
- Opel Mokka
- Peugeot 107 (2nd facelift)
- Peugeot 208
- Peugeot 4008
- Porsche Boxster (Type 981)
- Renault Mégane (facelift)
- Renault Scénic & Renault Grand Scénic (facelift)
- Renault Zoe
- Rolls-Royce Phantom (facelift)
- Ruf RGT-8
- SEAT Mii
- Škoda Citigo
- Smart electric drive and Smart Brabus electric drive
- Smart fortwo (facelift)
- Ssangyong Korando
- Subaru Impreza
- Subaru BRZ
- Toyota Aygo (2nd facelift)
- Toyota GT 86
- Toyota Prius
- Toyota Yaris Hibrid
- Volkswagen up! 5-door
- Volkswagen Polo BlueGT
- Volkswagen Golf Cabriolet GTI
- Volkswagen Passat Alltrack
- Volvo V40

### Concept car
- Bentley EXP 9 F
- Bertone Nuccio Concept
- BMW M135i[40]

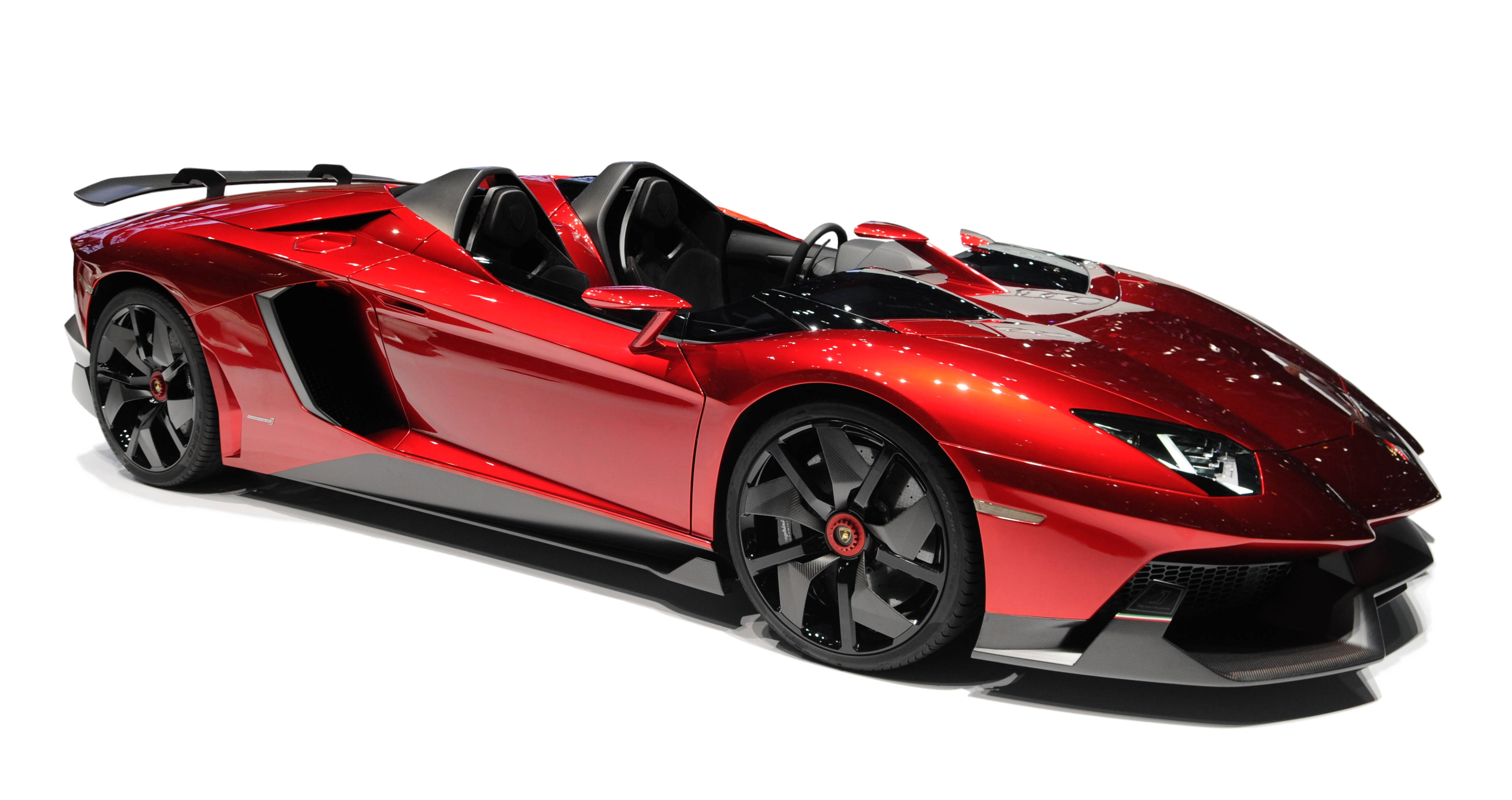
Lamborghini Aventador J

- Carrozzeria Touring Superleggera Disco Volante[41]
- Citroen DS4 Racing
- Ford Tourneo
- Giugiaro Brivido
- Honda NSX
- Hyundai i-oniq
- Infiniti Emerg-e
- Jeep Compass
- Jeep Grand Cherokee Sport
- Lamborghini Aventador J[42]
- Lyonheart K
- Magna Steyr MILA Coupic
- Mazda Takeri
- Mini Clubvan

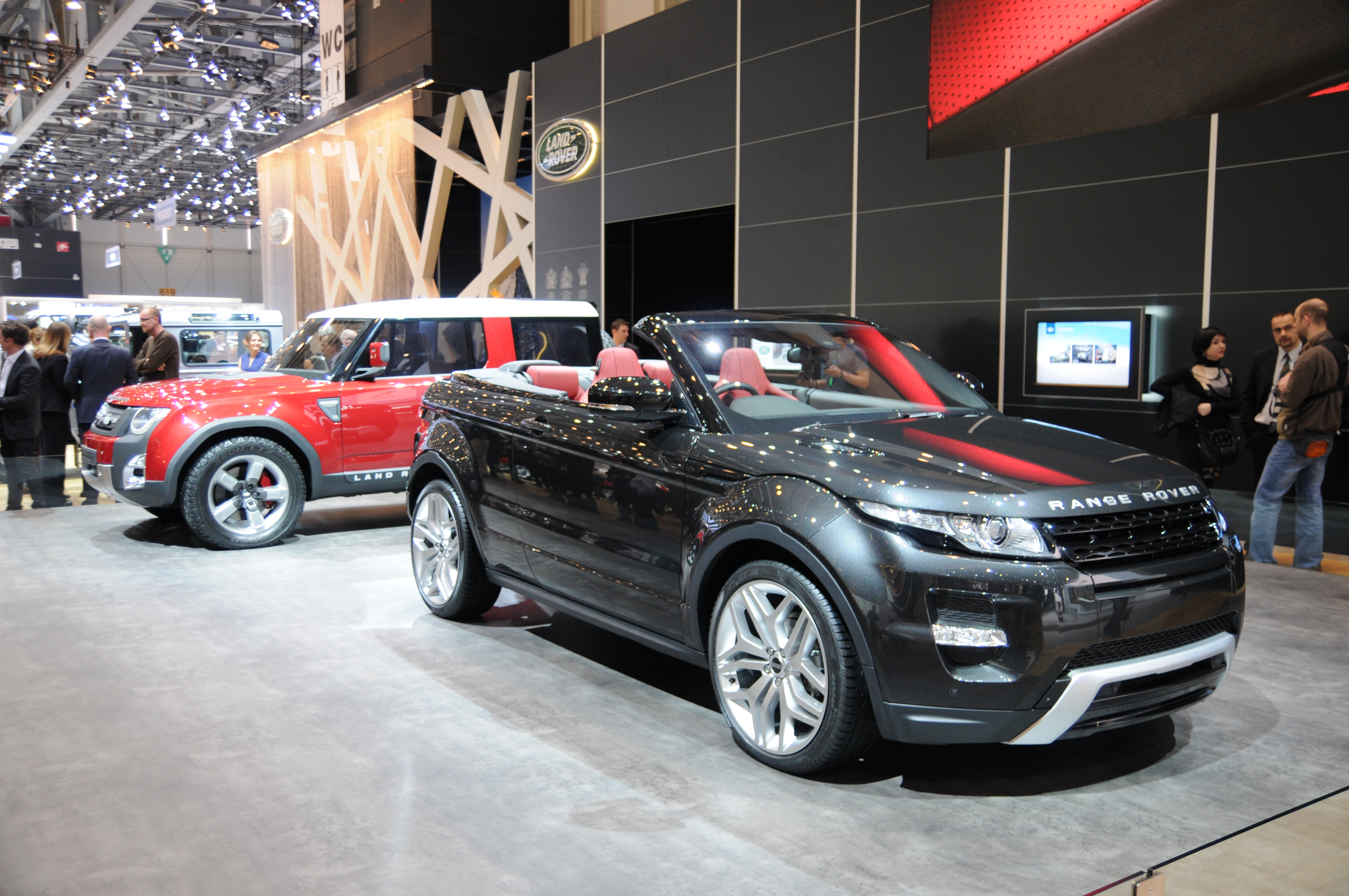
The Range Rover Evoque Convertible Concept

- Mitsubishi i-MiEV Prototype (Pikes Peak)
- Nissan Hi-Cross
- Nissan Invitation
- Peugeot 208 GTi and XY
- Pininfarina Cambiano
- Range Rover Evoque Convertible Concept
- Rinspeed Dock+Go
- SEAT Toledo Concept
- SsangYong XIV-2
- Suzuki Swift Range Extender
- Tata Megapixel
- Tesla Model S
- Tesla Model X
- Toyota FT-Bh
- Volkswagen Amarok Canyon
- Volkswagen Cargo up!, Swiss up!, X up!, and Winter up!
- Volkswagen Cross Coupé TDI Hibrid

## 2011

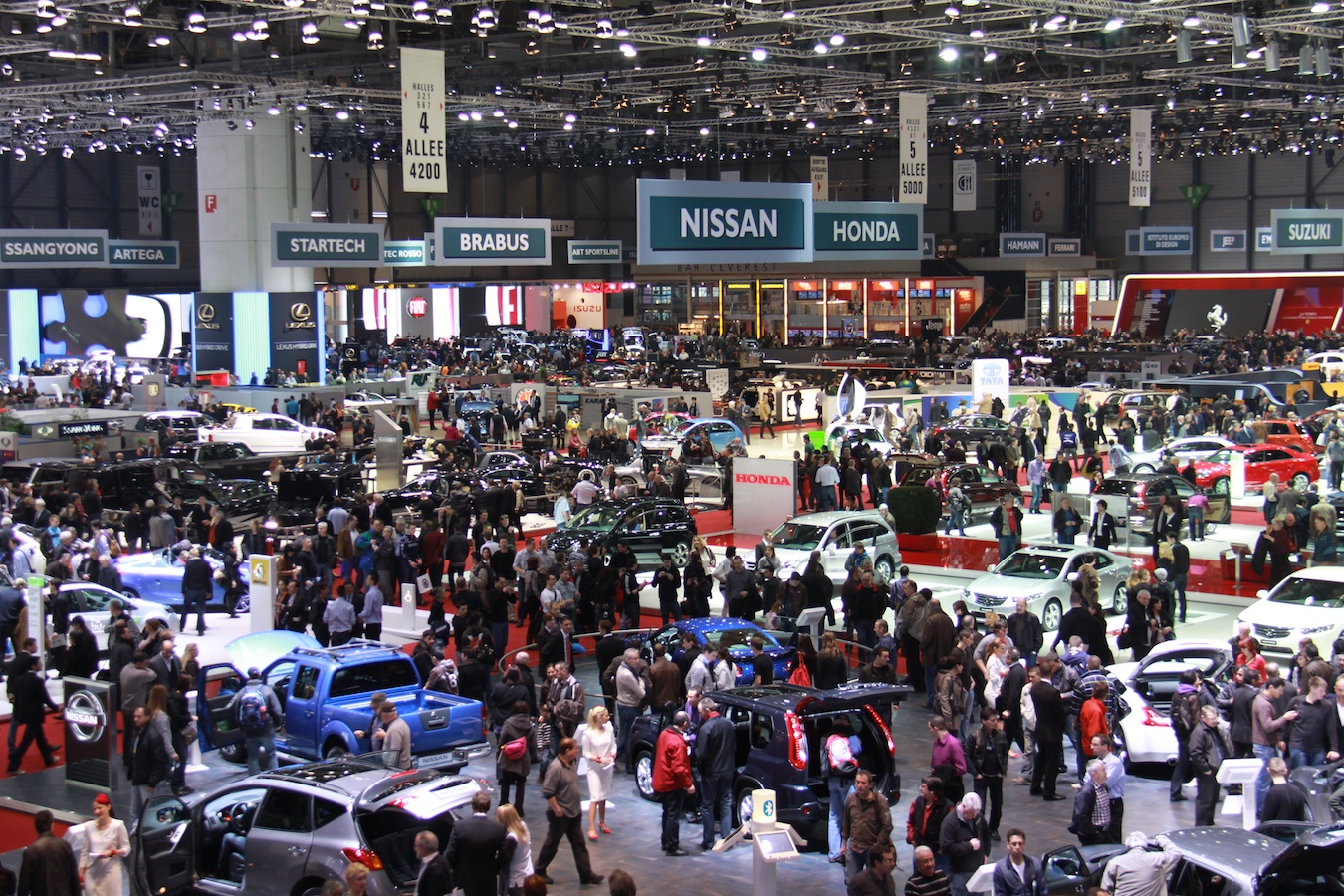
Geneva Motor Show March 2011

Ediția din 2011 a avut loc între 3 și 13 martie 2011.

### Producție
- AC Cars MkVI [43]
- Aston Martin Cygnet
- Aston Martin Virage
- Aston Martin V8 Vantage S[43]
- Audi RS3 Sportback[44]
- Audi Q5 hybrid
- Bentley Continental Supersports Ice Speed Edition[43]
- Bentley Flying Spur Series 51[43]
- BMW ActiveE[45]
- BMW 320d EfficientDynamics Touring Edition[46]
- BMW X1 xDrive28i (turbo I4)[47]
- Chevrolet Camaro ZL1 (Debut european)[43]
- Chevrolet Cruze Hatchback (final production version)[44]
- Citroën DS4[44]
- Ferrari FF
- Fiat 500 Gucci[48]
- Fiat Freemont[49]
- Ford C-Max Hibrid (Debut european)[50]
- Ford C-Max Energi plug-in hybrid (Debut european) [50]
- Ford Focus Electric (Debut european)[51]
- Ford Metal Ka[52]
- Ford Ranger Wildtrak[53]
- GTA Spano[43]
- Gumpert Tornante[54]
- Honda Accord facelift
- Hyundai i40[44]
- Jaguar XKR-S[55]
- Jeep Grand Cherokee (Debut european)
- Kia Picanto[44]
- Kia Rio[56]
- Koenigsegg Agera R[43]
- Lamborghini Aventador LP700-4[57]
- Lancia Grand Voyager
- Lancia Thema[58]
- Lancia Ypsilon[58]
- Maserati Gran Cabrio Sport[59]
- Mercedes-Benz C-Class Coupe[60]
- Mercedes-Benz SLK[44]
- Morgan ThreeWheeler[44]
- Opel Ampera[44]
- Opel Antara facelift
- Opel Corsa facelift
- Pagani Huayra[61]
- Peugeot 308 facelift
- Peugeot 3008 hybride HDi
- Porsche Panamera S Hibrid[62]
- Saab 9-5 SportCombi[63]
- Ssangyong Korando
- Subaru Trezia[64]
- Suzuki Swift Sport
- Toyota Prius+
- Toyota Yaris HSD Hibrid[65]
- Volkswagen Golf Cabriolet[44]
- Volkswagen Tiguan facelift[66]

### Concept car
- Alfa Romeo 4C[44]
- Audi A3 sedan concept [67]
- BMW Vision ConnectedDrive[46]
- Citroën Metropolis[44]
- De Tomaso Deauville [68]
- Fiat 500 Coupé Zagato[69]
- Ford B-MAX
- Ford Vertrek (Debut european)[70]
- Honda EV[44]
- Infiniti Etherea[71]
- Jaguar B99 by Bertone[44]
- Lancia Flavia/Flavia Cabrio concepts
- Land Rover Range_e[62]
- Mazda Minagi
- Mini Rocketman[44]
- Mitsubishi Concept Global Small
- Nissan Esflow[72]
- Opel Zafira Tourer Concept [73]
- Renault Captur[44]
- Rinspeed BamBoo [74]
- Rolls-Royce 102EX (Phantom Experimental Electric) [75]
- Saab PhoeniX
- Skoda Vision D
- Smart Forspeed[76]
- Tata Pixel
- Toyota FT-86 II[77]
- Toyota iQ EV (pre-production) [62]
- Volkswagen Bulli[78]
- Volvo V60 Plug-in Hybrid (pre-production)[79]

## 2010
Cea de-a 80-a ediție a Salonului Auto de la Geneva a avut loc între 4–14 martie 2010. Peste 80 de prezentări au fost preconizate.

### Producție
- Alfa Romeo Giulietta
- 2011 Audi A1
- 2011 Audi RS5
- 2011 Bentley Continental Supersports Convertible
- 2011 BMW 5 Series
- Carlsson Super GT C25
- 2010 Dacia Duster
- 2011 Ford C-Max / Grand C-Max (production versions)
- 2011 Ford Focus (Debut european)
- Garia LSV (Low Speed Vehicle) [81]
- 2011 Infiniti M35 Hibrid
- 2011 Jaguar XKR Special Edition
- 2011 Kia Sportage
- 2011 Koenigsegg Agera
- Lamborghini Gallardo LP570-4 Superleggera
- 2011 Lexus CT 200h
- 2011 Lotus Elise
- Lotus Evora Cup
- 2011 Mazda 6
- 2011 Mazda 5
- 2011 Mini Countryman
- 2011 Mitsubishi ASX
- Nissan 370Z Roadster (Debut european)
- Nissan Global Compact Car [82]
- 2011 Nissan Juke
- 2010 Nissan Navara
- 2010 Nissan Pathfinder
- 2010 Nissan Qashqai
- 2010 Opel Meriva
- 2011 Pagani Zonda Tricolore
- 2011 Porsche 911 Turbo S
- 2011 Porsche Cayenne
- 2010 Renault Mégane Convertible
- Renault Wind
- SEAT Ibiza ST
- 2010 Volkswagen CrossPolo
- 2010 Volkswagen Polo BlueMotion
- 2010 Volkswagen Polo GTI
- 2011 Volkswagen Sharan
- 2011 Volkswagen Touareg
- 2011 Volvo S60

### Concept car
- Alfa Romeo 2uettottanta by Pininfarina[83]
- Alfa Romeo Pandion by Bertone
- Aston Martin Cygnet pre-production concept
- Audi A1 E-Tron
- BMW Concept 5 Series ActiveHibrid
- BMW Concept ActiveE (Debut european)
- Chevrolet Aveo RS (Debut european)
- Citroën DS High Rider
- DOK-ING XD
- Ferrari 599 GTB Hibrid
- GQ by Citroën
- Hispano Suiza
- Hyundai i-flow diesel-electric hybrid [84]
- I.DE.A Institute Sofia[85]
- Lotus Evora 414E Hibrid [86]
- Mitsubishi Concept cX[87]
- Mercedes-Benz F800
- Opel Flextreme GT/E [88]
- Peugeot SR1
- 5 by Peugeot
- Porsche 918 Spyder plug-in hybrid
- Proton Concept Car by Italdesign Giugiaro
- Rinspeed UC (electric micro vehicle)
- Tata Nano EV
- Valmet Eva [89]

## 2009
Ediția din 2009 a avut loc între 5–15 martie 2009. Lansări:

### Producție
| - Alpina B6 GT3 racecar - Alpina B7 - Artega GT Roadster - Aston Martin DBS Volante - Aston Martin One-77 - Audi A4 allroad - Audi TT RS - Bentley Continental Supersports - Brabus G V12 S Biturbo - Cadillac SRX (Debut european) - Chevrolet Spark (Debut european) - DR2 - Ferrari 599 GTB Fiorano Handling GT Evoluzione package - Ferrari 599XX - Fiat 500C - Ford Focus RS (final production version) - Ford Ranger (Debut european) - Hyundai i20 3-door hatchback | - Lamborghini Murcielago LP670-4 SV - Lotus Exige S - Mazdaspeed3 - Mercedes-Benz E-Class Coupé - Mini Cooper S Convertible JCW - Opel Ampera - Peugeot 206+ - Porsche 911 GT3 - Renault Clio (facelift) - Renault Mégane Sport Tourer - Renault Scénic / Grand Scénic - Saab 9-3X - Škoda Yeti - Tata Indica EV - Tata Nano - Toyota Verso - Volkswagen Polo - Volvo S80 - Wiesmann MF4-S |

### Concept car
| - Alfa Romeo MiTo GTA (prototype/concept) - Citroën DS Inside - Dacia Duster - Ford iosis MAX - Infiniti Essence | - Nissan Qazana concept - Rinspeed E2 - Rinspeed iChange - Rolls Royce 200EX |

## 2008
Ediția din 2008 a avut loc între 4–16 martie 2008. Următoarele lansări au avut loc la salon:

### Producție
| - 500 Abarth - Alfa Romeo 8C Spider - Audi Q5 - Audi A3 Cabriolet - Audi A5 Cabriolet - Bentley Continental GTZ Zagato - Bugatti Veyron Hermes - Chevrolet Aveo 3-door - Citroën C5 - Dacia Sandero - Fiat Fiorino Qubo - Ford Fiesta - Ford Kuga - Honda Accord (European version) - Honda Fit (European version) | - Infiniti FX - Jaguar XK facelift - Koenigsegg CCXR - Lancia Delta - Maserati GranTurismo S - Mercedes-Benz CLC coupe - Mercedes-Benz CLS facelift - Mercedes-Benz SLK facelift - Mercedes-Benz SL facelift - Subaru Legacy 2.0D flat-4 turbodiesel - Toyota iQ - Toyota Urban Cruiser - Volkswagen Scirocco - Volvo XC60 |

### Concept car
| - BYD F3DM - Espace X80 - Mitsubishi Prototype-S - Renault Mégane Coupé Concept | - Rinspeed sQuba - Saab 9-X Biohybrid - SEAT Bocanegra - Opel Meriva Concept |

## 2007
Lansări la ediția din 2007:

### Producție
| - Abarth Grande Punto - Audi A5 - Audi S5 - Bentley Brooklands coupé - BMW 1 Series 5-door (facelift) & 3-door - BMW 5 Series - BMW M5 Touring - Cadillac CTS (European introduction) - Cadillac Escalade (European introduction) - Cadillac SRX facelift - Cadillac STS-V (European introduction) - Cadillac XLR-V (European introduction) - Chevrolet HHR (European introduction) - Citroën C4 Picasso 5-seater - Citroën C-Crosser - Daihatsu Cuore (European introduction) - Diatto Ottovù Zagato - Fiat Bravo - Ford C-MAX - Ford Mondeo - Hyundai i30 - Jaguar XF (Jaguar S-Type replacement) - Kia cee'd Wagon - Lamborghini Gallardo Superleggera - Lexus IS-F (European introduction) - Lexus LS600h/600hL (European introduction) | - Maserati GranTurismo coupe - Mazda 2 - Mercedes-Benz C-Class - Mercedes-Benz G-Class facelift - MINI Cooper D & One - Mitsubishi Outlander (European introduction) - Nissan 350Z facelift - Nissan X-Trail - Opel Agila - Opel Corsa OPC - Peugeot 207 CC - Peugeot 207 GTi - Peugeot 4007 - Mégane Renault Sport dCi - Renault Scénic Conquest - Saab 9-3 BioPower - Renault Twingo - Škoda Fabia - Smart Fortwo Brabus - Subaru R1e EV (European introduction) - Suzuki SX4 saloon (European introduction) - Suzuki Wagon R+ - Toyota Auris 3-door - Volkswagen Golf Variant - Volkswagen Passat BlueMotion - Volvo V70 |

### Concept car-uri
| - Bertone Barchetta roadster - BMW M3 concept - Dodge Demon roadster - Fioravanti Thalia - Giugiaro Vadho - Honda Small Hibrid Sports Concept - Hyundai HCD-4 CUV Concept - Kia ex cee'd Convertible Concept - Kia Rio Hibrid Concept (European introduction) - KTM X-Bow - Lexus LF-A Concept (European introduction) | - Mazda Hakaze - Opel GTC Concept - Peugeot 207 SW Outdoor Concept - Peugeot 4007 Holland & Holland Concept - Proton Gen-2 EVE Hibrid Concept - Rinspeed eXasis - Saab BioPower100 Concept - Tata Elegante - Toyota FT-HS Hibrid Sport Concept (European introduction) - Toyota Hibrid X |

In addition, Subaru introduced its new boxer diesel engine, and Honda showed its next generation clean diesel engine.

### Propulsie alternativă
- Bolloré Bluecar
- Fiat Panda, hybrid petrol -natural gas.
- Ford Focus Turnier 2.0
- Honda Small Hibrid Sports[114]
- Honda FCX Clarity
- Opel Corsa D, with optimized 100HP 1.6l natural gas engine. Serial production will be evaluated.
- Reva Greeny AC1 and AC1 Z (G-Wiz in the UK)[115]
- Subaru R1e, small electric city car, with a battery that can be 80% recharged in just 15 minutes.

## 2006
| - Alfa Romeo Spider - Alfa Romeo 159 Sportwagon - Audi allroad quattro - BMW Z4 Coupé - Chevrolet Captiva - Chevrolet Epica - Daihatsu Terios - Ferrari 599 GTB Fiorano - Fiat Sedici - Ford Focus CC - Ford Galaxy - Ford S-MAX - Honda Accord (update) - Hyundai Accent - Hyundai Santa Fe - Kia Carnival - Kia Sorento facelift - Koenigsegg CCX - Lamborghini Murciélago LP640 - Lexus LS 460 - Lotus Europa S | - Maserati GranSport MC Victory edition - Mazda3 MPS/Mazdaspeed3 - Mercedes-Benz CL-Class - Mercedes-Benz CLK63 AMG - Mercedes-Benz CLS63 AMG - Mercedes-Benz S65 AMG - Mercedes-Benz SL55 AMG (update) - Mitsubishi Colt CZC - Mitsubishi L200 - Opel GT - Pagani Zonda Roadster F - Peugeot 207 - Porsche 911 (997) Turbo - Porsche 911 (997) GT3 - Renault Espace (update) - Škoda Roomster - Subaru B9 Tribeca - Suzuki SX4 - Toyota Prius (update) - Toyota Yaris T Sport - Volvo S80 |

### Concept car-uri
| - Bertone Suagnà - Castagna Imperial Landaulet - Logan Steppe - Dodge Hornet - Fioravanti Skill - based on Fiat Punto - Honda Civic Type-R concept - Kia Cee'd - Lotus APX - Mitsubishi Concept-EZ MIEV - Nissan Terranaut - Nissan Pivo | - Peugeot 207 RCup - Peugeot 407 Macarena by Heuliez - Renault Altica - Rinspeed zaZen - Rolls-Royce 101EX 2-door coupé - Saab Aero-X - SEAT Ibiza Vaillante - Tata Cliffrider - Toyota Fine-T - Toyota Urban Cruiser - Volkswagen Concept A |

## 2005
| - Alfa Romeo 159 - Alfa Romeo Brera - Aston Martin V8 Vantage - Audi A6 Avant (C6) - Audi RS4 (B7) - BMW 3-Series - BMW M6 - BMW 7-Series - Chevrolet Matiz - Chevrolet Kalos - Citroën C1 - Citroën C6 - Daihatsu Sirion - Dodge Caliber | - Ferrari F430 Spider - Fiat Croma - Lexus IS - Maybach 57 S - Mercedes-Benz B-Class - Mitsubishi Colt CZC - Peugeot 107 - Opel Zafira - Opel Astra OPC - Rinspeed Chopster - Saab 9-3 SportCombi - Tata Xover concept - Toyota Aygo - Volkswagen Passat (B6) |

## 2004
| - Audi A6 (C6) - BMW MINI convertible - Chrysler Crossfire SRT-6 - Chevrolet Corvette convertible - Ford Fiesta ST | - Mercedes-Benz SLK55 AMG - Mercedes-Benz SLK-Class - Opel Tigra TwinTop - Tata Indigo Advent concept |

## 2003
| - Audi Nuvolari (concept) - Al Araba 1 | - Tata Indica concept - Kia Opirus |

## 2002
- Chevrolet Kalos[117]
- Hyundai Getz[117]
- Ferrari 575M Maranello
- Volkswagen Phaeton

## 2001
| - Citroën C3 - Fiat Stilo - Ford StreetKa - Jaguar X-Type | - Lancia Thesis - MG ZT - Renault Vel Satis |

## 2000
| - Opel Speedster - Opel Omega V8 | - SEAT Salsa concept - Tata Aria concept - Renault Koleos concept |

## 1999
Lansări la ediția din 1999:

### Automobile de serie
| - Audi TT Roadster - BMW 3-Series Coupe - De Tomaso Mangusta - Ferrari 360 Modena | - Ford Racing Puma - Mercedes-Benz CL-Class - Porsche 996 GT3 |

### Concept car-uri
| - Bentley Hunaudières - Bugatti EB218 - Citroën C6 Lignage | - Opel Speedster - Seat Fórmula - Renault Avantime |

## 1998
Următoarele lansări au avut loc la ediția din 1998:

### Automobile de serie
| - Audi A6 Avant - Ford Focus - Jaguar XKR | - Mercedes-Benz CLK convertible - Porsche 911 (996) - Rolls Royce Silver Seraph |

### Concept car-uri
| - Chrysler Pronto Cruiser - Peugeot Two-oh-heart | - Renault Zo - SEAT Bolero |

## 1997
| - Audi A8 |

## 1996
| - Jaguar XK | - Zagato Raptor concept |

## 1995
- Alfa Romeo GTV and Spider
- Ferrari F50
- Lamborghini Calà concept

## 1993

### Automobile de producție
- Aston Martin DB7
- Citroën Xantia
- Ford Mondeo Sedan
- Volvo 850 GLE Kombi (Estate)
- Volvo 850 GLT Kombi (Estate)
- Peugeot 306 3-door
- Peugeot 306 5-door
- Lancia Delta
- Nissan Terrano II 3-door
- Nissan Terrano II 5-door
- Opel Astra Cabrio
- Opel Corsa 3-door
- Opel Corsa 5-door
- Ford Maverick 3-door
- Ford Maverick 5-door
- BMW 325 Cabriolet
- BMW 840 Ci
- Mitsubishi Galant Hatchback
- Ford Mondeo Sedan
- Ford Mondeo Hatchback
- Ford Mondeo Wagon
- Porsche 911 Carrera 4 Coupe Turbolook "30 Jahre 911"
- Porsche 968 Turbo RS
- Mazda Xedos 6
- Mercedes-Benz 300 SD
- Daihatsu Charade
- Ferrari 348 Spider
- Lamborghini Diablo VT
- Audi S4 4.2

### Concept caruri
- Aston Martin Lagonda Vignale Concept(Ghia)
- Bugatti EB112 (ItalDesign)
- Fiat Lucciola Concept (ItalDesign)
- Ferrari FZ93 (Zagato)
- Mercedes-Benz Coupe Studie Concept
- Pininfarina Ethos 2
- Renault Racoon
- Sbarro Isatis
- Sbarro Urbi
- Sbarro Citroën ZX Onyx
- BMW Z13
- Rinspeed Veleno
- Fiat Downtown Concept
- De Tomaso Guara Coupe Prototype
- De Tomaso Guara Barchetta Prototype
- Vector Avtech WX3-R Roadster
- Vector Avtech WX3
- Esoro E301

## 1991
- Mercedes 600 SEL

## Anii 1980
- 1989 : Chevrolet Corvette ZR-1

Alfa Romeo SZ
Mercedes-Benz 500SL
- 1985 Michelotti PAC (city car prototype)[122]
- 1984: Zagato Z33 "Free Time"[123]

## 1972
- Opel Commodore B[124]
- Ranger B (1700/1900/2500)[124]

## 1970
- Range Rover Classic
- Citroën SM
- Alfa Romeo Montreal

## Anii 1960
- 1967: Mercedes-Benz 250SL
- 1963: Mercedes-Benz 230SL
- 1961: Jaguar E-Type

## Anii 1950
Trei concept car-uri au debutat în anii 1950
- 1959: Simca Fulgur
- 1958: Arbel Symetric (second version)
- 1958: Studebaker-Packard Astral

Alte debuturi
- 1951: Arbel Symetric (first version)

## Anii 1920
|                           |
| Geneva Motor Show in 1924 |

|                           |
| Geneva Motor Show in 1925 |